# Kamjane (obwód chersoński)
Kamjane (ukr. Кам'яне) – wieś na Ukrainie, w obwodzie chersońskim, w rejonie berysławskim, w hromadzie Wełyka Ołeksandriwka. W 2001 liczyła 99 mieszkańców, spośród których 97 wskazało jako ojczysty język ukraiński, 1 rosyjski, a 1 mołdawski.